# Sultanlar Ligi 2019-2020
La Sultanlar Ligi 2019-2020, 36ª edizione della massima serie del campionato turco di pallavolo femminile, si è svolta dall'11 ottobre 2019 al 16 marzo 2020: al torneo hanno partecipato 12 squadre di club turche e la vittoria finale non è stata assegnata ad alcuna squadra a seguito dell'interruzione del campionato a causa della pandemia di Covid-19.

## Regolamento

### Formula
Le squadre avrebbero dovuto disputare un girone all'italiana, con gare di andata e ritorno, per un totale di ventidue giornate; al termine della regular season:
- Le prime otto classificate avrebbero dovuto accedere ai play-off scudetto, strutturati in quarti di finale, semifinali, finale 3º posto, giocati al meglio di due vittorie su tre gare, e finale giocata al meglio di tre vittorie su cinque gare, con incroci basati sul piazzamento in stagione regolare.
- Le quattro eliminate ai quarti di finale avrebbero dovuto accedere alla fase finale per il quinto posto, strutturata in semifinali, finale per il settimo posto e finale per il quinto posto, giocate al meglio delle due vittorie su tre gare, con incroci basati sul piazzamento in stagione regolare.
- Le ultime quattro classificate avrebbero partecipato ai play-out, che si sarebbero svolti sempre con un doppio round-robin e avrebbero visto le ultime due classificate retrocedere in Voleybol 1. Ligi; i punti ottenuti nel corso della stagione regolare avrebbero contribuito alla classifica finale delle formazioni impegnate.

A seguito del diffondersi in Turchia della pandemia di COVID-19, il campionato è stato sospeso dopo la conclusione della regular season: l'11 maggio 2020 la TVF ha decretato la chiusura anticipata del campionato senza assegnazione dello scudetto e delle retrocessioni.

### Criteri di classifica
Se il risultato finale è stato di 3-0 o 3-1 sono stati assegnati 3 punti alla squadra vincente e 0 a quella sconfitta, se il risultato finale è stato di 3-2 sono stati assegnati 2 punti alla squadra vincente e 1 a quella sconfitta.
L'ordine del posizionamento in classifica è stato definito in base a:
- Numero di partite vinte;
- Punti;
- Ratio dei set vinti/persi;
- Ratio dei punti realizzati/subiti.

## Squadre partecipanti
Alla Sultanlar Ligi 2019-2020 hanno partecipato dodici squadre: dalla Voleybol 1. Ligi 2018-19 sono state promosse il PTT e lo Yeşilyurt, rispettivamente prima e seconda classificata al termine del girone finale dei play-off promozione. 
| Club              | Stagione | Città    | Impianto                        | Stagione precedente                                                 |
| ----------------- | -------- | -------- | ------------------------------- | ------------------------------------------------------------------- |
| Aydın BB          | dettagli | Aydın    | Mimar Sinan Kapalı Spor Salonu  | 10ª in Sultanlar Ligi                                               |
| Beşiktaş          | dettagli | Istanbul | Burhan Felek Spor Salonu        | 8ª in Sultanlar Ligi                                                |
| Beylikdüzü Vİ     | dettagli | Istanbul | Beylikdüzü Spor Salonu          | 5ª in Sultanlar Ligi                                                |
| Eczacıbaşı        | dettagli | Istanbul | Eczacıbaşı Spor Salonu          | 2ª in Sultanlar Ligi                                                |
| Fenerbahçe        | dettagli | Istanbul | Burhan Felek Spor Salonu        | 3ª in Sultanlar Ligi                                                |
| Galatasaray       | dettagli | Istanbul | Burhan Felek Spor Salonu        | 4ª in Sultanlar Ligi                                                |
| Karayolları       | dettagli | Ankara   | Başkent Voleybol Salonu         | 9ª in Sultanlar Ligi                                                |
| Nilüfer           | dettagli | Bursa    | Cengiz Göllü Kapalı Spor Salonu | 7ª in Sultanlar Ligi                                                |
| PTT               | dettagli | Ankara   | Başkent Voleybol Salonu         | 1ª in Voleybol 1. Ligi (Girone B), 1ª in finale play-off promozione |
| Türk Hava Yolları | dettagli | Istanbul | Burhan Felek Spor Salonu        | 6ª in Sultanlar Ligi                                                |
| VakıfBank         | dettagli | Istanbul | VakıfBank Spor Sarayı           | Campione di Turchia                                                 |
| Yeşilyurt         | dettagli | Istanbul | Burhan Felek Spor Salonu        | 3ª in Voleybol 1. Ligi (Girone A), 2ª in finale play-off promozione |

## Torneo

### Regular season

#### Risultati
| Prima giornata |                                |     |                                   |
|                |                                |     |                                   |
| 11-10          | Karayolları - Beşiktaş         | 2-3 | 17-25, 26-24, 25-17, 18-25, 12-15 |
| 12-10          | Fenerbahçe - Türk Hava Yolları | 3-2 | 25-18, 25-15, 22-25, 18-25, 15-9  |
| 12-10          | Beylikdüzü Vİ - Eczacıbaşı     | 0-3 | 14-25, 22-25, 5-25                |
| 12-10          | Yeşilyurt - PTT                | 3-2 | 25-20, 22-25, 25-27, 25-19, 15-6  |
| 12-10          | VakıfBank - Aydın BB           | 3-1 | 25-18, 25-18, 23-25, 25-15        |
| 13-10          | Nilüfer - Galatasaray          | 1-3 | 25-22, 20-25, 12-25, 21-25        |

| Seconda giornata |                               |     |                                  |
|                  |                               |     |                                  |
| 15-10            | PTT - VakıfBank               | 0-3 | 17-25, 17-25, 15-25              |
| 15-10            | Türk Hava Yolları - Yeşilyurt | 2-3 | 21-25, 25-23, 25-19, 14-25, 6-15 |
| 15-10            | Aydın BB - Beylikdüzü Vİ      | 3-0 | 25-16, 25-17, 25-15              |
| 16-10            | Galatasaray - Karayolları     | 3-0 | 25-22, 25-22, 25-21              |
| 16-10            | Eczacıbaşı - Nilüfer          | 3-1 | 25-16, 16-25, 25-18, 25-14       |
| 16-10            | Beşiktaş - Fenerbahçe         | 0-3 | 21-25, 13-25, 13-25              |

| Terza giornata |                               |     |                            |
|                |                               |     |                            |
| 18-10          | Beylikdüzü Vİ - PTT           | 1-3 | 25-22, 16-25, 13-25, 15-25 |
| 19-10          | Karayolları - Eczacıbaşı      | 0-3 | 14-25, 20-25, 8-25         |
| 19-10          | Fenerbahçe - Yeşilyurt        | 3-0 | 25-11, 25-17, 25-10        |
| 19-10          | Nilüfer - Aydın BB            | 0-3 | 18-25, 20-25, 20-25        |
| 19-10          | Beşiktaş - Galatasaray        | 1-3 | 17-25, 18-25, 25-23, 19-25 |
| 20-10          | VakıfBank - Türk Hava Yolları | 3-0 | 29-27, 25-23, 25-23        |

| Quarta giornata |                                   |     |                            |
|                 |                                   |     |                            |
| 25-10           | Yeşilyurt - VakıfBank             | 1-3 | 19-25, 25-23, 18-25, 22-25 |
| 25-10           | Galatasaray - Fenerbahçe          | 3-1 | 11-25, 25-18, 25-18, 25-18 |
| 26-10           | PTT - Nilüfer                     | 3-0 | 25-23, 25-9, 25-19         |
| 26-10           | Aydın BB - Karayolları            | 3-0 | 25-15, 25-23, 25-19        |
| 26-10           | Eczacıbaşı - Beşiktaş             | 3-0 | 25-15, 25-5, 25-19         |
| 26-10           | Türk Hava Yolları - Beylikdüzü Vİ | 3-0 | 25-11, 25-17, 25-14        |

| Quinta giornata |                             |     |                                   |
|                 |                             |     |                                   |
| 29-10           | Galatasaray - Eczacıbaşı    | 1-3 | 18-25, 12-25, 25-20, 21-25        |
| 29-10           | Nilüfer - Türk Hava Yolları | 3-1 | 26-24, 16-25, 18-25, 25-16, 15-11 |
| 29-10           | Karayolları - PTT           | 2-3 | 23-25, 25-20, 20-25, 25-19, 10-15 |
| 29-10           | Beylikdüzü Vİ - Yeşilyurt   | 1-3 | 25-23, 20-25, 23-25, 4-25         |
| 29-10           | Fenerbahçe - VakıfBank      | 3-0 | 25-18, 25-20, 25-22               |
| 30-10           | Beşiktaş - Aydın BB         | 1-3 | 17-25, 25-15, 16-25, 19-25        |

| Sesta giornata |                                 |     |                                   |
|                |                                 |     |                                   |
| 02-11          | PTT - Beşiktaş                  | 1-3 | 25-19, 23-25, 22-25, 18-25        |
| 02-11          | Aydın BB - Galatasaray          | 1-3 | 17-25, 25-20, 23-25, 15-25        |
| 02-11          | Türk Hava Yolları - Karayolları | 3-2 | 25-19, 28-26, 20-25, 18-25, 15-10 |
| 02-11          | VakıfBank - Beylikdüzü Vİ       | 3-0 | 25-12, 25-20, 25-11               |
| 02-11          | Eczacıbaşı - Fenerbahçe         | 3-2 | 23-25, 26-24, 25-19, 21-25, 15-12 |
| 04-11          | Yeşilyurt - Nilüfer             | 3-2 | 25-12, 25-22, 26-28, 18-25, 15-5  |

| Settima giornata |                              |     |                            |
|                  |                              |     |                            |
| 08-11            | Galatasaray - PTT            | 3-0 | 25-17, 25-23, 27-25        |
| 08-11            | Nilüfer - VakıfBank          | 0-3 | 6-25, 16-25, 20-25         |
| 09-11            | Beşiktaş - Türk Hava Yolları | 0-3 | 22-25, 19-25, 6-25         |
| 09-11            | Karayolları - Yeşilyurt      | 3-1 | 25-15, 25-18, 14-25, 25-18 |
| 09-11            | Fenerbahçe - Beylikdüzü Vİ   | 3-0 | 25-12, 25-15, 25-8         |
| 09-11            | Eczacıbaşı - Aydın BB        | 3-0 | 25-13, 25-14, 25-17        |

| Ottava giornata |                                 |     |                                   |
|                 |                                 |     |                                   |
| 12-11           | PTT - Eczacıbaşı                | 0-3 | 16-25, 17-25, 13-25               |
| 12-11           | Yeşilyurt - Beşiktaş            | 3-0 | 25-18, 33-31, 25-22               |
| 12-11           | VakıfBank - Karayolları         | 3-0 | 25-14, 25-11, 25-20               |
| 12-11           | Beylikdüzü Vİ - Nilüfer         | 0-3 | 13-25, 21-25, 20-25               |
| 12-11           | Türk Hava Yolları - Galatasaray | 2-3 | 17-25, 26-24, 17-25, 25-21, 12-15 |
| 13-11           | Aydın BB - Fenerbahçe           | 0-3 | 20-25, 16-25, 23-25               |

| Nona giornata |                                |     |                                   |
|               |                                |     |                                   |
| 15-11         | Beşiktaş - VakıfBank           | 0-3 | 26-28, 19-25, 19-25               |
| 15-11         | Eczacıbaşı - Türk Hava Yolları | 3-0 | 26-24, 25-19, 25-18               |
| 16-11         | Karayolları - Beylikdüzü Vİ    | 3-0 | 25-17, 29-27, 25-18               |
| 16-11         | Aydın BB - PTT                 | 3-2 | 25-21, 23-25, 28-26, 26-28, 15-13 |
| 16-11         | Fenerbahçe - Nilüfer           | 3-0 | 25-16, 25-22, 25-21               |
| 17-11         | Galatasaray - Yeşilyurt        | 3-0 | 25-18, 25-22, 27-25               |

| Decima giornata |                              |     |                                   |
|                 |                              |     |                                   |
| 22-11           | Nilüfer - Karayolları        | 3-2 | 25-20, 22-25, 30-28, 21-25, 15-10 |
| 23-11           | Türk Hava Yolları - Aydın BB | 3-0 | 25-23, 25-14, 25-17               |
| 23-11           | Beylikdüzü Vİ - Beşiktaş     | 0-3 | 14-25, 18-25, 12-25               |
| 23-11           | Yeşilyurt - Eczacıbaşı       | 1-3 | 21-25, 25-22, 16-25, 18-25        |
| 23-11           | VakıfBank - Galatasaray      | 3-1 | 24-26, 25-21, 25-23, 25-19        |
| 24-11           | PTT - Fenerbahçe             | 2-3 | 25-22, 18-25, 26-28, 26-24, 13-15 |

| Undicesima giornata |                             |     |                            |
|                     |                             |     |                            |
| 29-11               | PTT - Türk Hava Yolları     | 1-3 | 18-25, 25-20, 23-25, 22-25 |
| 29-11               | Galatasaray - Beylikdüzü Vİ | 3-0 | 25-11, 25-16, 25-14        |
| 30-11               | Beşiktaş - Nilüfer          | 1-3 | 14-25, 18-25, 25-21, 15-25 |
| 30-11               | Aydın BB - Yeşilyurt        | 0-3 | 22-25, 15-25, 19-25        |
| 30-11               | Fenerbahçe - Karayolları    | 3-0 | 25-12, 25-16, 25-19        |
| 14-12               | Eczacıbaşı - VakıfBank      | 0-3 | 20-25, 23-25, 17-25        |

| Dodicesima giornata |                                |     |                            |
|                     |                                |     |                            |
| 17-01               | Türk Hava Yolları - Fenerbahçe | 0-3 | 23-25, 15-25, 14-25        |
| 19-01               | Aydın BB - VakıfBank           | 1-3 | 25-23, 19-25, 14-25, 20-25 |
| 19-01               | Beşiktaş - Karayolları         | 0-3 | 18-25, 18-25, 26-28        |
| 19-01               | Galatasaray - Nilüfer          | 3-0 | 28-26, 25-14, 28-26        |
| 19-01               | Eczacıbaşı - Beylikdüzü Vİ     | 3-0 | 25-6, 25-10, 25-11         |
| 20-01               | PTT - Yeşilyurt                | 3-0 | 25-23, 25-17, 25-15        |

| Tredicesima giornata |                               |     |                            |
|                      |                               |     |                            |
| 25-01                | Fenerbahçe - Beşiktaş         | 3-0 | 25-12, 25-17, 25-8         |
| 26-01                | Karayolları - Galatasaray     | 1-3 | 20-25, 25-23, 18-25, 14-25 |
| 26-01                | Beylikdüzü Vİ - Aydın BB      | 0-3 | 10-25, 4-25, 12-25         |
| 26-01                | Yeşilyurt - Türk Hava Yolları | 3-1 | 25-22, 25-17, 22-25, 25-23 |
| 26-01                | Nilüfer - Eczacıbaşı          | 1-3 | 28-26, 18-25, 18-25, 16-25 |
| 27-01                | VakıfBank - PTT               | 3-0 | 25-11, 25-19, 25-13        |

| Quattordicesima giornata |                               |     |                            |
|                          |                               |     |                            |
| 31-01                    | Yeşilyurt - Fenerbahçe        | 0-3 | 7-25, 7-25, 16-25          |
| 31-01                    | Türk Hava Yolları - VakıfBank | 0-3 | 22-25, 19-25, 20-25        |
| 01-02                    | Eczacıbaşı - Karayolları      | 3-0 | 25-18, 25-23, 25-17        |
| 02-02                    | Galatasaray - Beşiktaş        | 3-0 | 25-9, 25-12, 25-14         |
| 02-02                    | PTT - Beylikdüzü Vİ           | 3-0 | 25-14, 25-11, 25-18        |
| 03-02                    | Aydın BB - Nilüfer            | 3-1 | 25-20, 17-25, 25-20, 25-19 |

| Quindicesima giornata |                                   |     |                            |
|                       |                                   |     |                            |
| 09-02                 | Fenerbahçe - Galatasaray          | 3-0 | 25-21, 25-23, 25-20        |
| 09-02                 | Karayolları - Aydın BB            | 3-0 | 25-23, 28-26, 25-14        |
| 09-02                 | Beşiktaş - Eczacıbaşı             | 0-3 | 12-25, 11-25, 14-25        |
| 09-02                 | VakıfBank - Yeşilyurt             | 3-0 | 25-20, 25-17, 25-18        |
| 09-02                 | Nilüfer - PTT                     | 3-1 | 31-29, 20-25, 25-19, 25-22 |
| 09-02                 | Beylikdüzü Vİ - Türk Hava Yolları | 0-3 | 12-25, 10-25, 12-25        |

| Sedicesima giornata |                             |     |                                   |
|                     |                             |     |                                   |
| 12-02               | PTT - Karayolları           | 3-0 | 25-21, 25-23, 25-21               |
| 12-02               | Aydın BB - Beşiktaş         | 3-0 | 30-28, 25-18, 25-15               |
| 12-02               | Eczacıbaşı - Galatasaray    | 3-2 | 25-20, 25-13, 21-25, 21-25, 15-12 |
| 12-02               | Türk Hava Yolları - Nilüfer | 3-1 | 25-21, 25-19, 21-25, 25-14        |
| 12-02               | VakıfBank - Fenerbahçe      | 3-1 | 24-26, 25-17, 25-18, 25-21        |
| 12-02               | Yeşilyurt - Beylikdüzü Vİ   | 3-0 | 25-21, 25-13, 25-20               |

| Diciassettesima giornata |                                 |     |                                   |
|                          |                                 |     |                                   |
| 15-02                    | Fenerbahçe - Eczacıbaşı         | 2-3 | 17-25, 25-23, 10-25, 25-19, 10-15 |
| 15-02                    | Beşiktaş - PTT                  | 0-3 | 15-25, 9-25, 12-25                |
| 15-02                    | Karayolları - Türk Hava Yolları | 1-3 | 15-25, 16-25, 25-23, 17-25        |
| 15-02                    | Beylikdüzü Vİ - VakıfBank       | 0-3 | 10-25, 16-25, 18-25               |
| 16-02                    | Galatasaray - Aydın BB          | 3-0 | 25-16, 25-23, 25-18               |
| 16-02                    | Nilüfer - Yeşilyurt             | 3-0 | 25-20, 25-17, 25-20               |

| Diciottesima giornata |                              |     |                            |
|                       |                              |     |                            |
| 23-02                 | VakıfBank - Nilüfer          | 3-1 | 25-20, 23-25, 25-21, 25-10 |
| 22-02                 | Beylikdüzü Vİ - Fenerbahçe   | 0-3 | 6-25, 8-25, 11-25          |
| 22-02                 | Aydın BB - Eczacıbaşı        | 1-3 | 25-19, 22-25, 21-25, 22-25 |
| 23-02                 | PTT - Galatasaray            | 3-1 | 17-25, 27-25, 25-19, 25-23 |
| 23-02                 | Yeşilyurt - Karayolları      | 3-0 | 25-21, 25-21, 25-23        |
| 23-02                 | Türk Hava Yolları - Beşiktaş | 3-0 | 25-9, 25-12, 25-11         |

| Diciannovesima giornata |                                 |     |                                   |
|                         |                                 |     |                                   |
| 25-02                   | Fenerbahçe - Aydın BB           | 3-1 | 21-25, 25-20, 25-16, 25-18        |
| 26-02                   | Eczacıbaşı - PTT                | 3-0 | 25-19, 27-25, 25-10               |
| 26-02                   | Nilüfer - Beylikdüzü Vİ         | 3-0 | 25-13, 25-13, 25-13               |
| 26-02                   | Karayolları - VakıfBank         | 0-3 | 14-25, 17-25, 17-25               |
| 27-02                   | Beşiktaş - Yeşilyurt            | 0-3 | 16-25, 20-25, 19-25               |
| 27-02                   | Galatasaray - Türk Hava Yolları | 3-2 | 19-25, 25-19, 20-25, 25-16, 15-12 |

| Ventesima giornata |                                |     |                     |
|                    |                                |     |                     |
| 29-02              | VakıfBank - Beşiktaş           | 3-0 | 25-13, 25-14, 25-12 |
| 01-03              | PTT - Aydın BB                 | 0-3 | 19-25, 20-25, 21-25 |
| 01-03              | Beylikdüzü Vİ - Karayolları    | 0-3 | 20-25, 16-25, 8-25  |
| 01-03              | Nilüfer - Fenerbahçe           | 0-3 | 19-25, 15-25, 16-25 |
| 01-03              | Türk Hava Yolları - Eczacıbaşı | 0-3 | 20-25, 24-26, 19-25 |
| 02-03              | Yeşilyurt - Galatasaray        | 3-0 | 25-18, 25-17, 25-19 |

| Ventunesima giornata |                              |     |                                  |
|                      |                              |     |                                  |
| 07-03                | Beşiktaş - Beylikdüzü Vİ     | 1-3 | 25-21, 19-25, 12-25, 15-25       |
| 08-03                | Karayolları - Nilüfer        | 2-3 | 25-19, 17-25, 25-20, 20-25, 9-15 |
| 08-03                | Aydın BB - Türk Hava Yolları | 3-0 | 25-18, 25-17, 25-20              |
| 08-03                | Fenerbahçe - PTT             | 3-0 | 25-15, 25-12, 25-19              |
| 08-03                | Eczacıbaşı - Yeşilyurt       | 3-1 | 25-15, 24-26, 25-21, 25-17       |
| 08-03                | Galatasaray - VakıfBank      | 0-3 | 23-25, 18-25, 20-25              |

| Ventiduesima giornata |                             |     |                                  |
|                       |                             |     |                                  |
| 13-03                 | Türk Hava Yolları - PTT     | 3-1 | 25-22, 25-19, 22-25, 25-17       |
| 13-03                 | Karayolları - Fenerbahçe    | 2-3 | 25-27, 25-23, 25-18, 20-25, 4-15 |
| 15-03                 | Nilüfer - Beşiktaş          | 3-0 | 25-8, 25-16, 25-11               |
| 15-03                 | Yeşilyurt - Aydın BB        | 3-1 | 25-13, 19-25, 25-19, 25-15       |
| 15-03                 | VakıfBank - Eczacıbaşı      | 3-0 | 25-17, 25-18, 25-21              |
| 16-03                 | Beylikdüzü Vİ - Galatasaray | 0-3 | 12-25, 20-25, 21-25              |

#### Classifica
| Pos. | Squadra           | Pt | G  | V  | P  | SV | SP | Ratio | PF    | PS    | Ratio |
| ---- | ----------------- | -- | -- | -- | -- | -- | -- | ----- | ----- | ----- | ----- |
| 1.   | VakıfBank         | 63 | 22 | 21 | 1  | 63 | 9  | 7,00  | 1 782 | 1 343 | 1,327 |
| 2.   | Eczacıbaşı        | 57 | 22 | 20 | 2  | 60 | 18 | 3,33  | 1 846 | 1 426 | 1,294 |
| 3.   | Fenerbahçe        | 53 | 22 | 18 | 4  | 60 | 19 | 3,16  | 1 826 | 1 429 | 1,278 |
| 4.   | Galatasaray       | 44 | 22 | 15 | 7  | 50 | 30 | 1,67  | 1 829 | 1 654 | 1,106 |
| 5.   | Yeşilyurt         | 33 | 22 | 12 | 10 | 40 | 39 | 1,03  | 1 694 | 1 701 | 0,996 |
| 6.   | Türk Hava Yolları | 34 | 22 | 10 | 12 | 41 | 42 | 0,98  | 1 797 | 1 716 | 1,047 |
| 7.   | Aydın BB          | 29 | 22 | 10 | 12 | 36 | 40 | 0,90  | 1 637 | 1 667 | 0,982 |
| 8.   | Nilüfer           | 25 | 22 | 9  | 13 | 35 | 47 | 0,74  | 1 701 | 1 797 | 0,947 |
| 9.   | PTT               | 26 | 22 | 8  | 14 | 34 | 46 | 0,74  | 1 705 | 1 773 | 0,962 |
| 10.  | Karayolları       | 21 | 22 | 5  | 17 | 29 | 52 | 0,56  | 1 650 | 1 819 | 0,907 |
| 11.  | Beşiktaş          | 8  | 22 | 3  | 19 | 13 | 60 | 0,22  | 1 271 | 1 754 | 0,725 |
| 12.  | Beylikdüzü Vİ     | 3  | 22 | 1  | 21 | 5  | 64 | 0,08  | 1 036 | 1 695 | 0,611 |

      Qualificata ai play-off scudetto.
      Ai play-out.

## Classifica finale
| Pos | Squadra           | Qualificazione           |
| --- | ----------------- | ------------------------ |
| 1   | VakıfBank         | Champions League 2020-21 |
| 2   | Eczacıbaşı        | Champions League 2020-21 |
| 3   | Fenerbahçe        | Champions League 2020-21 |
| 4   | Galatasaray       | Coppa CEV 2020-21        |
| 5   | Yeşilyurt         | Challenge Cup 2020-21    |
| 6   | Türk Hava Yolları | BVA Cup 2020             |
| 7   | Aydın BB          |                          |
| 8   | Nilüfer           |                          |
| 9   | PTT               |                          |
| 10  | Karayolları       |                          |
| 11  | Beşiktaş          |                          |
| 12  | Beylikdüzü Vİ     |                          |

## Statistiche
| Rendimento individuale | Rendimento individuale | Rendimento individuale | Rendimento individuale |
| Pos.                   | Nome                   | Punti                  | Squadra                |
| ---------------------- | ---------------------- | ---------------------- | ---------------------- |
| 1                      | Tijana Bošković        | 402                    | Eczacıbaşı             |
| 2                      | Hélène Rousseaux       | 377                    | Nilüfer                |
| 3                      | Meryem Boz             | 348                    | Aydın BB               |
| 4                      | Isabelle Haak          | 333                    | VakıfBank              |
| 5                      | Olesja Rychljuk        | 332                    | Galatasaray            |
| 6                      | Tutku Yüzgenç          | 317                    | Karayolları            |
| 7                      | Aneta Havlíčková       | 306                    | Türk Hava Yolları      |
| 8                      | Anthī Vasilantōnakī    | 290                    | Galatasaray            |
| 9                      | Alexia Căruțașu        | 270                    | Yeşilyurt              |
| 10                     | Madison Kingdon        | 267                    | Türk Hava Yolları      |

| Attacchi vincenti | Attacchi vincenti   | Attacchi vincenti | Attacchi vincenti |
| Pos.              | Nome                | Punti             | Squadra           |
| ----------------- | ------------------- | ----------------- | ----------------- |
| 1                 | Hélène Rousseaux    | 327               | Nilüfer           |
| 2                 | Tijana Bošković     | 323               | Eczacıbaşı        |
| 3                 | Meryem Boz          | 305               | Aydın BB          |
| 4                 | Olesja Rychljuk     | 294               | Galatasaray       |
| 5                 | Isabelle Haak       | 278               | VakıfBank         |
| 6                 | Aneta Havlíčková    | 266               | Türk Hava Yolları |
| 7                 | Tutku Yüzgenç       | 259               | Karayolları       |
| 8                 | Anthī Vasilantōnakī | 255               | Galatasaray       |
| 9                 | Alexia Căruțașu     | 236               | Yeşilyurt         |
| 10                | Madison Kingdon     | 227               | Türk Hava Yolları |

| Muri vincenti | Muri vincenti       | Muri vincenti | Muri vincenti |
| Pos.          | Nome                | Punti         | Squadra       |
| ------------- | ------------------- | ------------- | ------------- |
| 1             | Julija Herasymova   | 65            | Karayolları   |
| 2             | Eda Erdem           | 58            | Fenerbahçe    |
| 3             | Zehra Güneş         | 54            | VakıfBank     |
| 4             | Aslı Kalaç          | 52            | Galatasaray   |
| 5             | Janset Erkul        | 51            | PTT           |
| 6             | Beyza Arıcı         | 46            | Eczacıbaşı    |
| 7             | Tijana Bošković     | 39            | Eczacıbaşı    |
| 7             | Yasemin Güveli      | 39            | Eczacıbaşı    |
| 9             | Sabriye Gönülkırmaz | 36            | Nilüfer       |
| 9             | Nasja Dimitrova     | 36            | PTT           |

| Battute vincenti | Battute vincenti | Battute vincenti | Battute vincenti |
| Pos.             | Nome             | Punti            | Squadra          |
| ---------------- | ---------------- | ---------------- | ---------------- |
| 1                | Tijana Bošković  | 40               | Eczacıbaşı       |
| 1                | Ebrar Karakurt   | 40               | VakıfBank        |
| 3                | Eda Erdem        | 39               | Fenerbahçe       |
| 3                | Melissa Vargas   | 39               | Fenerbahçe       |
| 5                | Isabelle Haak    | 28               | VakıfBank        |
| 5                | Elif Şahin       | 28               | Karayolları      |
| 7                | Celeste Plak     | 25               | Aydın BB         |
| 7                | Tutku Yüzgenç    | 25               | Karayolları      |
| 9                | Hélène Rousseaux | 24               | Nilüfer          |
| 10               | Tuğba Şenoğlu    | 23               | Yeşilyurt        |